# Јошика Мацубара
Јошика Мацубара (јап. 松原 良香; 19. август 1974) јапански је фудбалер.

## Каријера
Током каријере играо је за Џубило Ивата, Шимицу С-Пулс, ЈЕФ Јунајтед Ичихара, Шонан Белмаре, Ависпа Фукуока и многе друге клубове.

## Репрезентација
Са репрезентацијом Јапана наступао је на олимпијским играма 1996.